# Salviuskerk

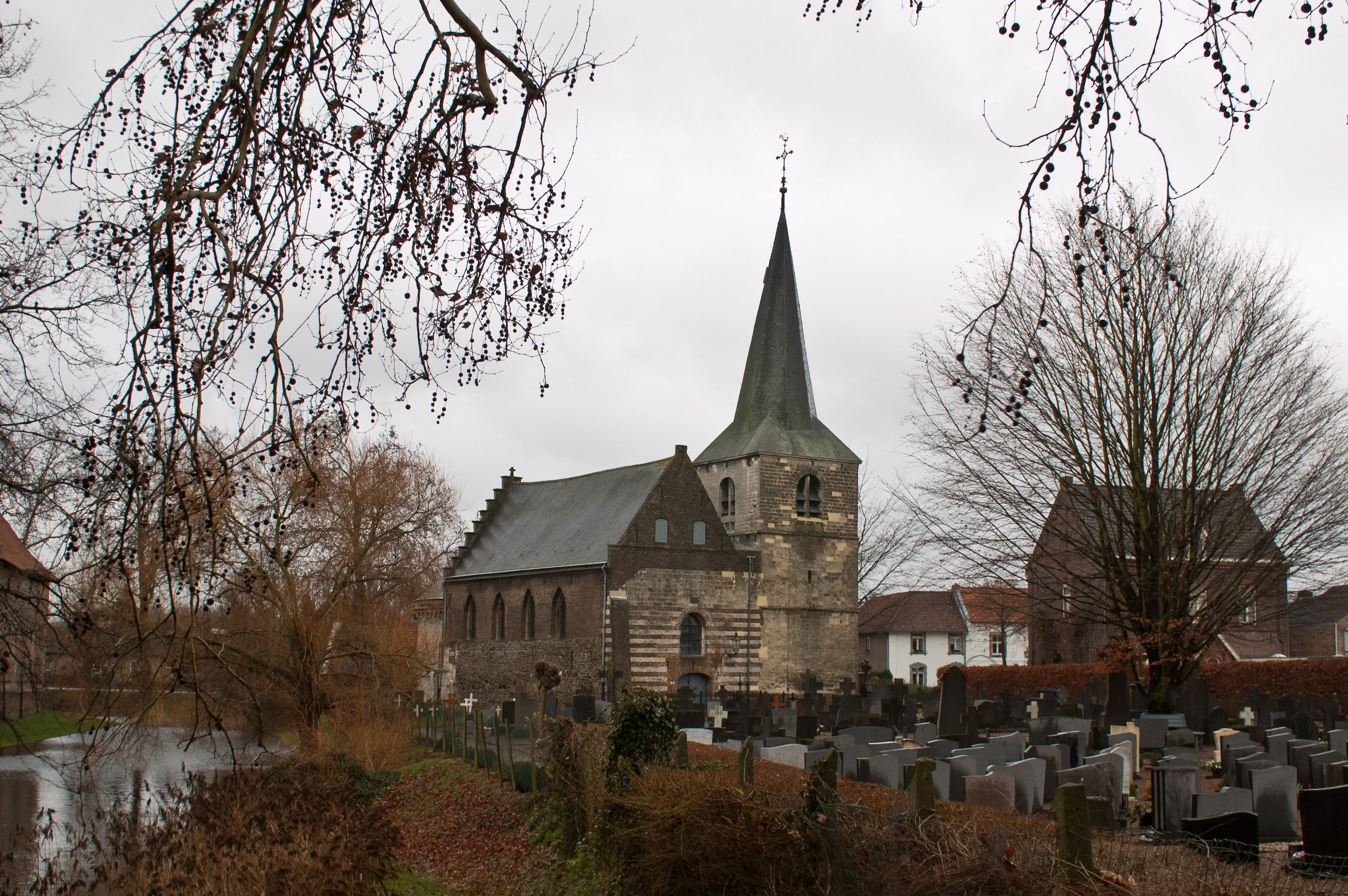
Die Oude Salviuskerk von Nordwesten mit dem aus der Zeit um 1000 stammenden Teil der Nordwand aus Kiesel- und Lesesteinen

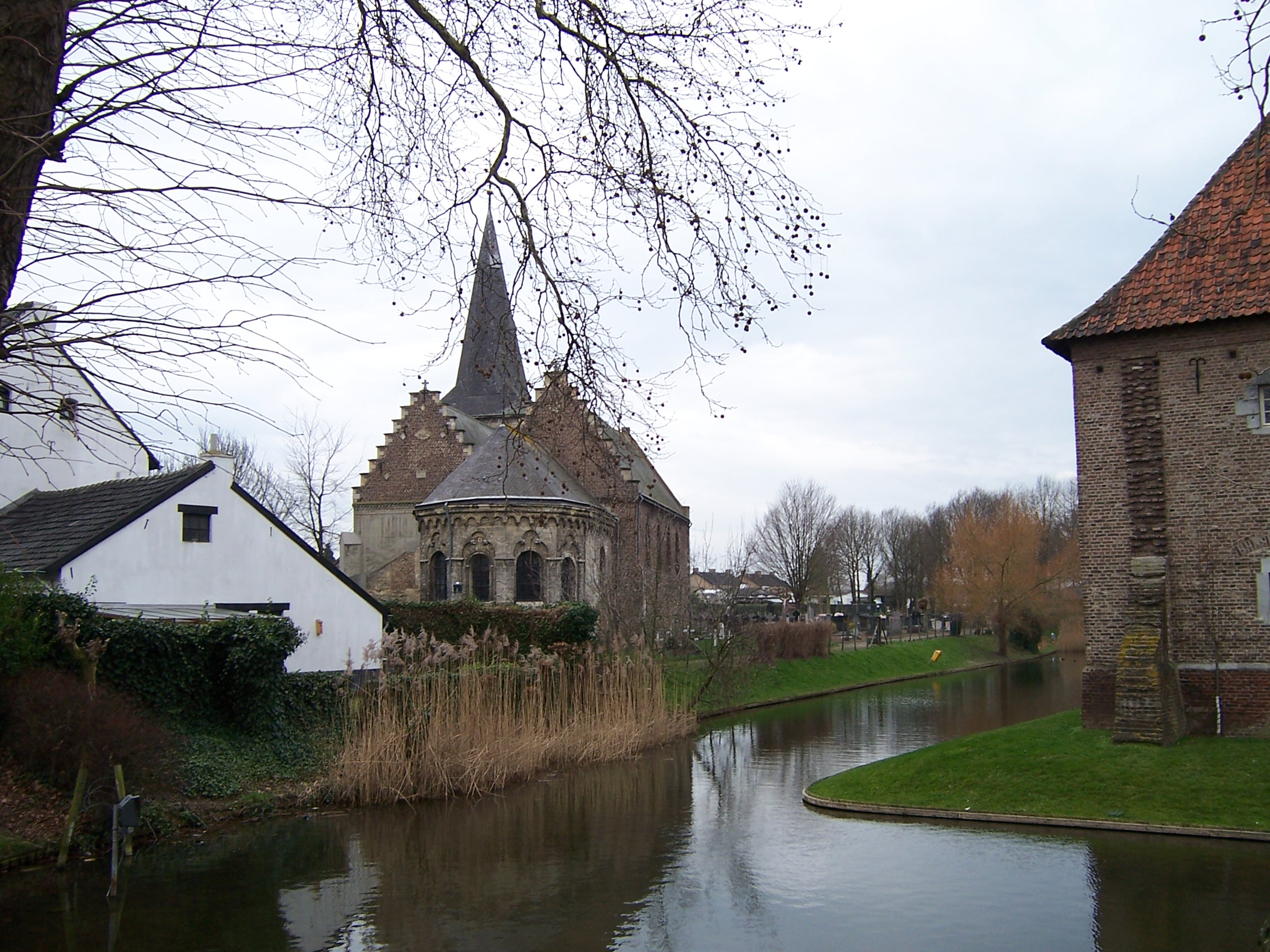
Die Oude Salviuskerk von Nordosten mit dem romanischen Chor und dem links neben diesem zu sehenden nachträglich errichteten Seitenschiff

Salviuskerk oder St. Salviuskerk ist die Bezeichnung zweier zu Ehren des heiligen Salvius von Valenciennes geweihter  römisch-katholischer Kirchen im zur Gemeinde Sittard-Geleen gehörenden niederländischen Ort Limbricht.

## Oude Salviuskerk
Die Geschichte der unmittelbar neben dem Kasteel Limbricht am Ortsrand gelegenen Oude Salviuskerk (zu deutsch: Alte Salviuskirche) reicht bis in die Zeit um das Jahr 1000 zurück. Teile des ältesten Baus sind in der Nordwand der heutigen Kirche noch erhalten. Der spätromanische Chor wurde im 13. Jahrhundert gebaut. Im 15. Jahrhundert wurde der ursprünglich Saalkirche, also einschiffigen Kirche, an der Südseite ein gotisches Seitenschiff angefügt, um 1458 schließlich der Turm errichtet. Nach einer Renovierung in den 1950er Jahren wurde die Kirche erneut zwischen 1977 und 1984 instand gesetzt. Bei dieser legte man Malereien aus der Zeit um 1300 frei, die als älteste Wandmalereien in einer niederländischen Dorfkirche gelten.

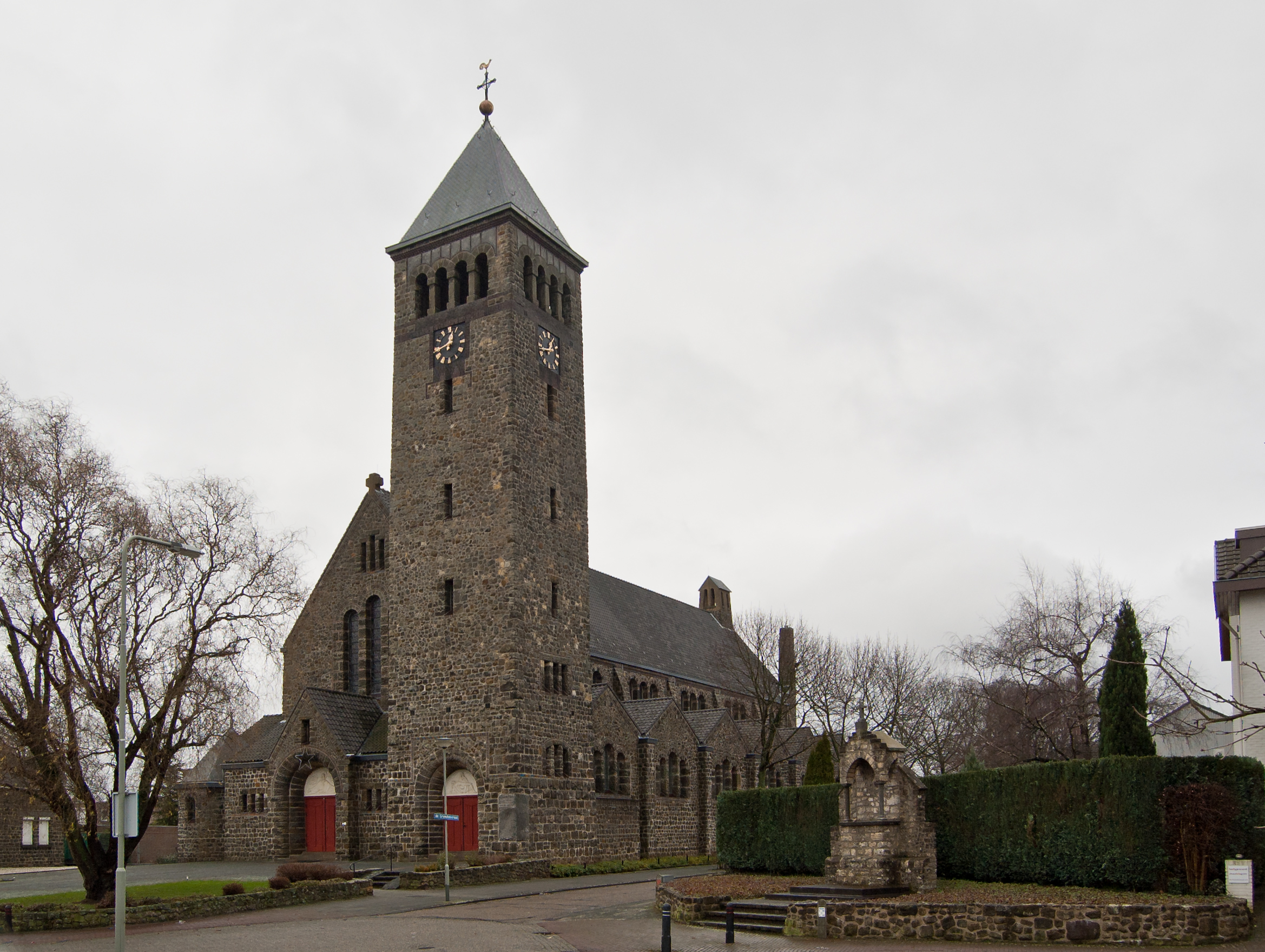
Die neue Salviuskerk von Jos und Pierre Cuypers

## Salviuskerk
Im Jahr 1922 errichtete man im Ortskern eine erheblich größere neue, ebenfalls dem heiligen Salvius geweihte, Kirche, welche die alte Kirche in ihrer Funktion als Gotteshaus ablöst. Diese Kirche wurde durch Jos Cuypers unter Mitarbeit seines Sohnes Pierre Cuypers (junior) entworfen.